# ستان فيكرز
ستان فيكرز (بالإنجليزية: Stan Vickers)‏ هو منافس ألعاب قوى بريطاني، ولد في 18 يونيو 1932 في لويشام ‏ في المملكة المتحدة، وتوفي في 17 أبريل 2013.

## وصلات خارجية
- ستان فيكرز على موقع اللجنة الأولمبية الدولية (الإنجليزية)
- ستان فيكرز على موقع أوليمبيديا (الإنجليزية)
- ستان فيكرز على موقع اللجنة الأولمبية البريطانية (الإنجليزية)